# Haematopota nigricolor
Haematopota nigricolor är en tvåvingeart som beskrevs av Travassos Dias 1957. Haematopota nigricolor ingår i släktet Haematopota och familjen bromsar.
Artens utbredningsområde är Uganda. Inga underarter finns listade i Catalogue of Life.